# Oxyomus tumulosus
Oxyomus tumulosus är en skalbaggsart som beskrevs av Schmidt 1911. Oxyomus tumulosus ingår i släktet Oxyomus och familjen Aphodiidae. Inga underarter finns listade i Catalogue of Life.